# Richard Virenque
Richard Virenque (født 19. november 1969 i Carqueirane, Frankrig) er en fransk tidligere professionel cykelrytter, som blev professionel i 1991.
Han er den eneste som har vundet bjergtrøjen i Tour de France syv gange. Han kørte sit første Tour de France i 1992. I 1996 blev han nummer 3 samlet og i 1997 nummer 2 samlet.   
Han har i alt vundet 7 etaper i Tour de France.  
- 1994  Lourdes-Hautacam – Luz-Ardiden   12. etape[4]
- 1995  Saint-Girons – Cauterets         15. etape[5]
- 1997  Bourg d'Oisans – Courchevel      14. etape[6]
- 2000  Courchevel – Morzine             16. etape[7]
- 2002  Lodève – Mont Ventoux            14. etape[8]
- 2003  Lyon – Morzine-Avoriaz            7. etape[9]
- 2004  Limoges – Saint-Flour            10. etape[10]

Richard Virenque sluttede sin karriere i 2004,[kilde mangler] i Tour de France, hvor han også vandt sin sidste prikkede bjergtrøje. Han kørte sit sidste Tour de France for cykelholdet Quick Step Davitamon.